# Arian Moayed
Arian Moayed, född 15 april 1980 i Iran, är en iransk-amerikansk skådespelare.
Moayed har bland annat medverkat i TV-serierna Believe från 2014 och Succession (2018-2023). Han har även medverkat  i filmen Spider-Man: No Way Home från 2021.

## Filmografi (i urval)
- 2014 – Believe (TV-serie)
- 2018–2023 – Succession (TV-serie)
- 2021 – Spider-Man: No Way Home
- 2024 – House of Spoils